# (138537) 2000 OK67
(138537) 2000 OK67, também escrito como (138537) 2000 OK67, é um objeto transnetuniano (TNO) que está localizado no cinturão de Kuiper, uma região do Sistema Solar. Este objeto é classificado com um cubewano. O mesmo possui uma magnitude absoluta (H) de 5,9 e, tem um diâmetro com cerca de 158 km, por isso existem poucas chances que possa ser classificado como um planeta anão, devido ao seu tamanho relativamente pequeno.

## Descoberta
(138537) 2000 OK67 foi descoberto no dia 29 de julho de 2000 por Marc W. Buie e Susan D. Kern.

## Órbita
A órbita de (137294) 1999 RE215 tem uma excentricidade de 46.410, possui um semieixo maior de 46,806 UA e um período orbital de cerca de 320 anos. O seu periélio leva o mesmo a uma distância de 40,026 UA em relação ao Sol e seu afélio a 53,585 UA.